# Rhondda Cynon Taf
Rhondda Cynon Taf är en kommun (principal area) med county borough-status i södra Wales, i området South Wales Valleys. Kommunen gränsar till Merthyr Tydfil, Caerphilly, Vale of Glamorgan, Bridgend och Powys. Huvudort är Tonypandy.
Kommunen upprättades den 1 april 1996 genom sammanslagning av distrikten Cynon Valley, Rhondda och delar av Taff-Ely. De har också givit namn åt kommunen.

## Orter i Rhondda Cynon Taf
- Aberdare
- Glyncoch
- Hirwaun
- Llanharan
- Llantrisant
- Maerdy
- Mountain Ash
- Pontypridd
- Porth
- Tonypandy
- Tonyrefail
- Treherbert
- Ynysybwl

## Communites i Rhondda Cynon Taf
För visst lokalt självstyre är Rhondda Cynon Taf indelat i 39 communities:

- Aberaman North
- Aberaman South
- Abercynon
- Aberdare East
- Aberdare West
- Cwm Clydach
- Cwmbach
- Cymmer
- Ferndale
- Gilfach Goch
- Hirwaun
- Llanharan
- Llanharry
- Llantrisant
- Llantwit Fardre
- Llwydcoed
- Llwynypia
- Maerdy
- Mountain Ash East
- Mountain Ash West
- Pen-y-Graig
- Pen-y-Waun
- Penrhiwceiber
- Pentre
- Pontyclun
- Pontypridd
- Porth
- Rhigos
- Taffs Well
- Tonypandy
- Tonyrefail
- Trealaw
- Trehafod
- Treherbert
- Treorchy
- Tylorstown
- Ynyshir
- Ynysybwl and Coed-y-Cwm
- Ystrad